# Semmelweis Egyetem Sebészeti, Transzplantációs és Gasztroenterológiai Klinika
A Semmelweis Egyetem Sebészeti, Transzplantációs és Gasztroenterológiai Klinikája (korábban I. Számú Sebészeti Klinika) egy nagy múltú budapesti egészségügyi intézmény.

## Története
A Budapest józsefvárosi úgynevezett külső klinikai tömb épületeként az Üllői út 78. szám alatt 1909-ben Korb Flóris és Giergl Kálmán tervei alapján felépült Sebészeti Klinika jelenleg Magyarország legnagyobb sebészeti egysége. Közel 130 ágy áll rendelkezésre az általános sebészeti, onkológiai-, endokrin-, és gasztroenterológiai sebészeti kezelésekre szorulók számára. Az itt ápoltak körülbelül 60%-a budapesti, 40%-a vidéki településekről érkezik. A többi klinikához hasonlóan a sebészet területén is folyamatosan zajlik az orvostanhallgatók elméleti és gyakorlati képzése, amelyet magyar, angol, és német nyelven biztosít az intézmény.

## Képtár

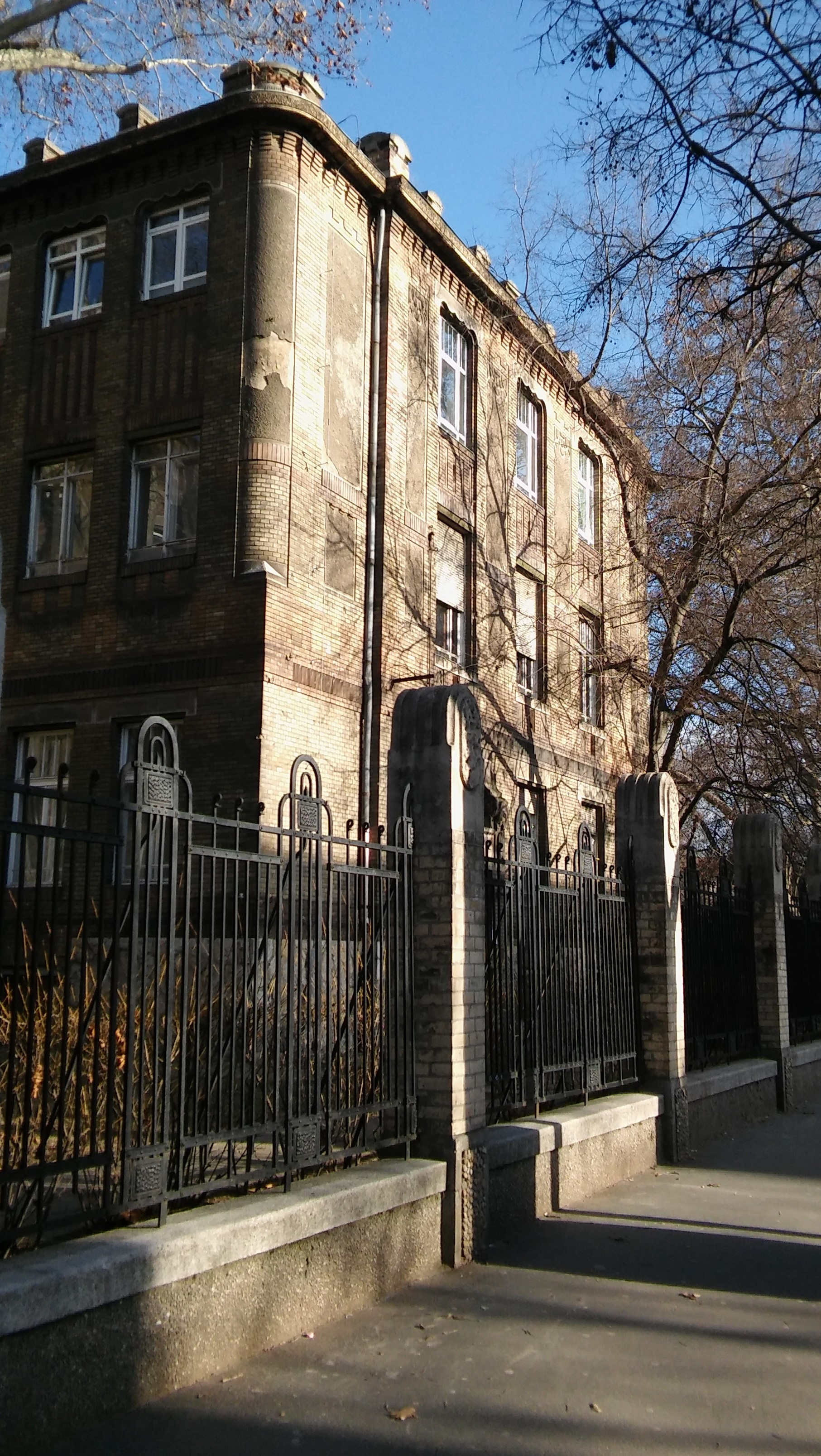
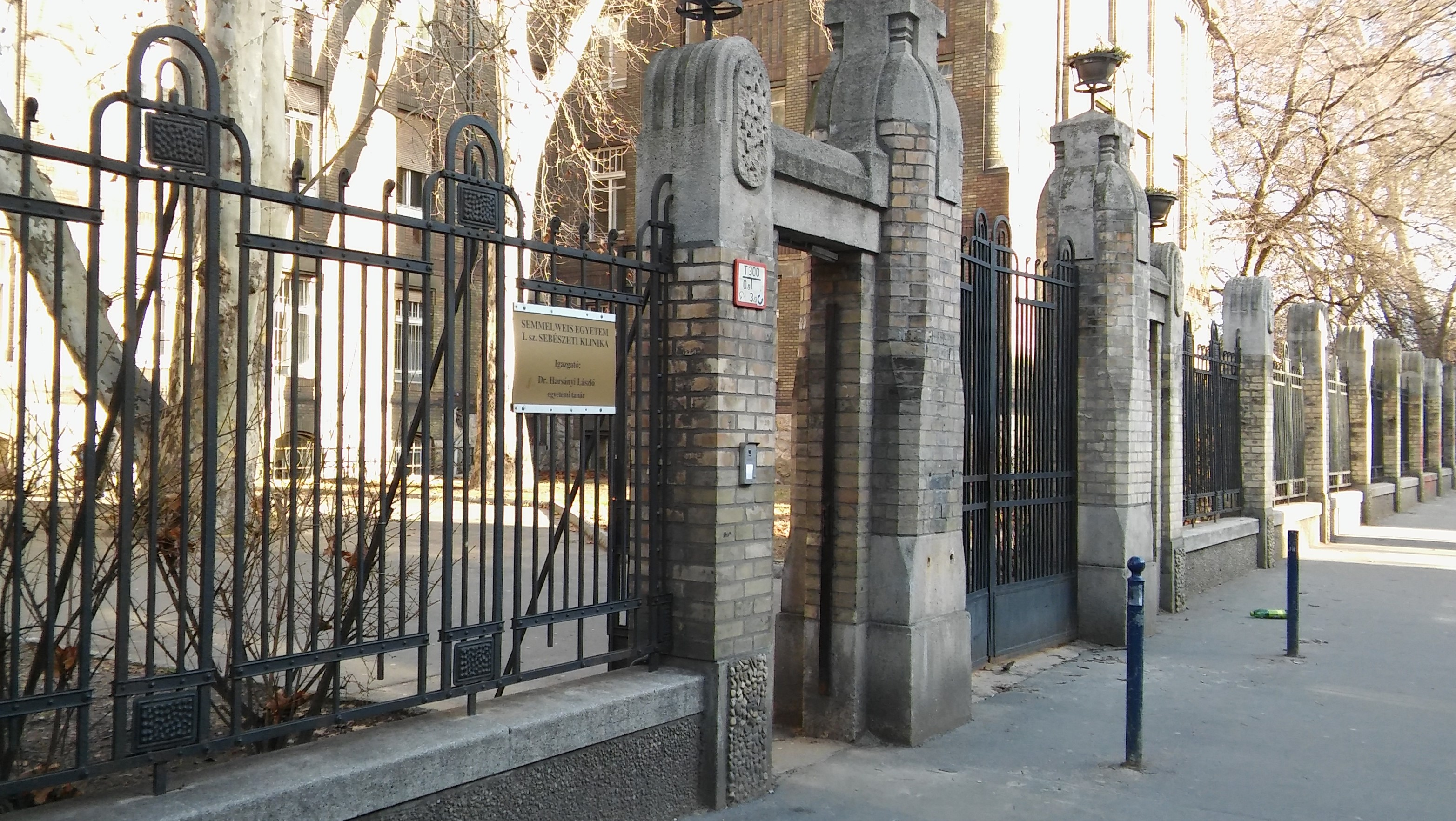
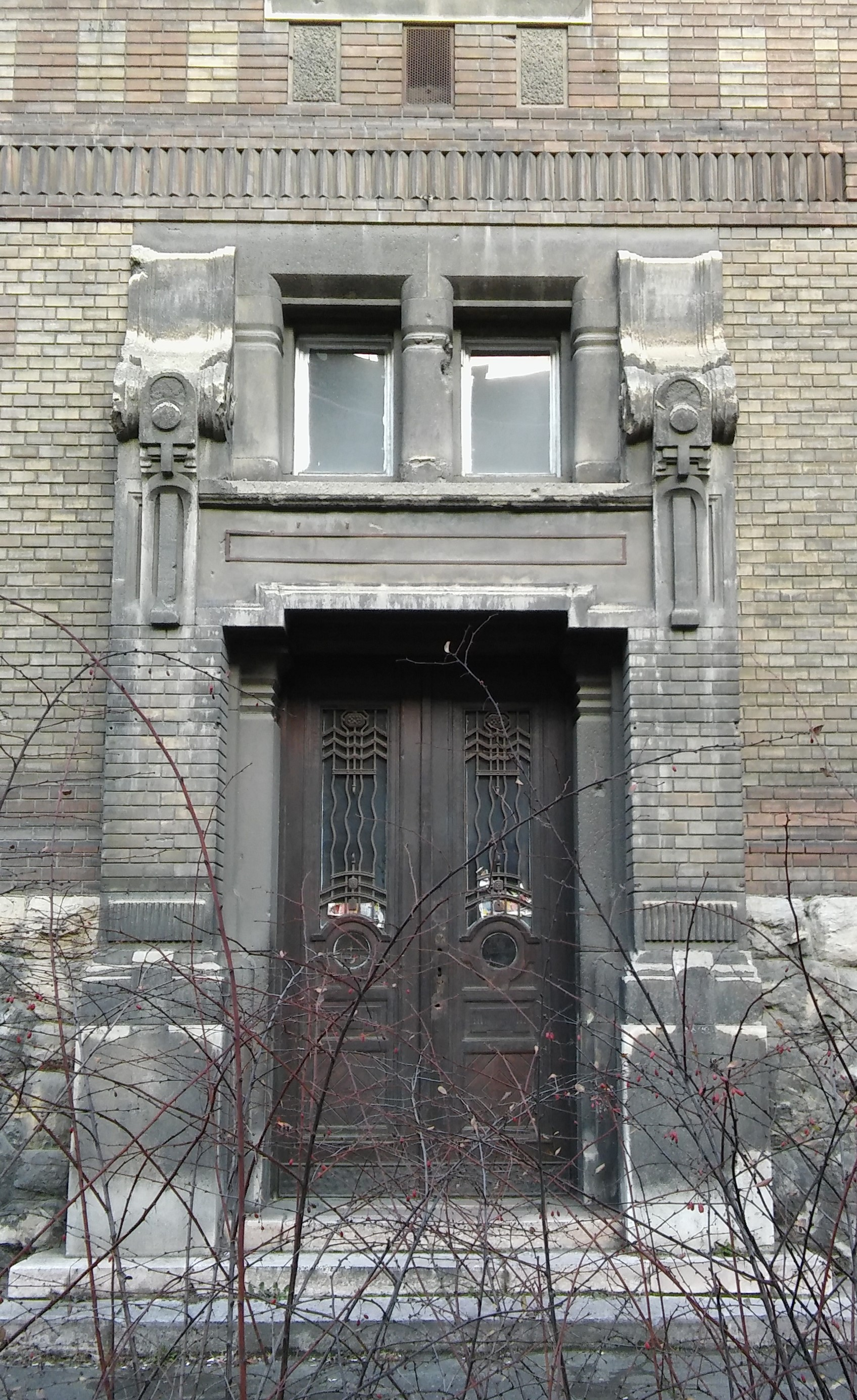
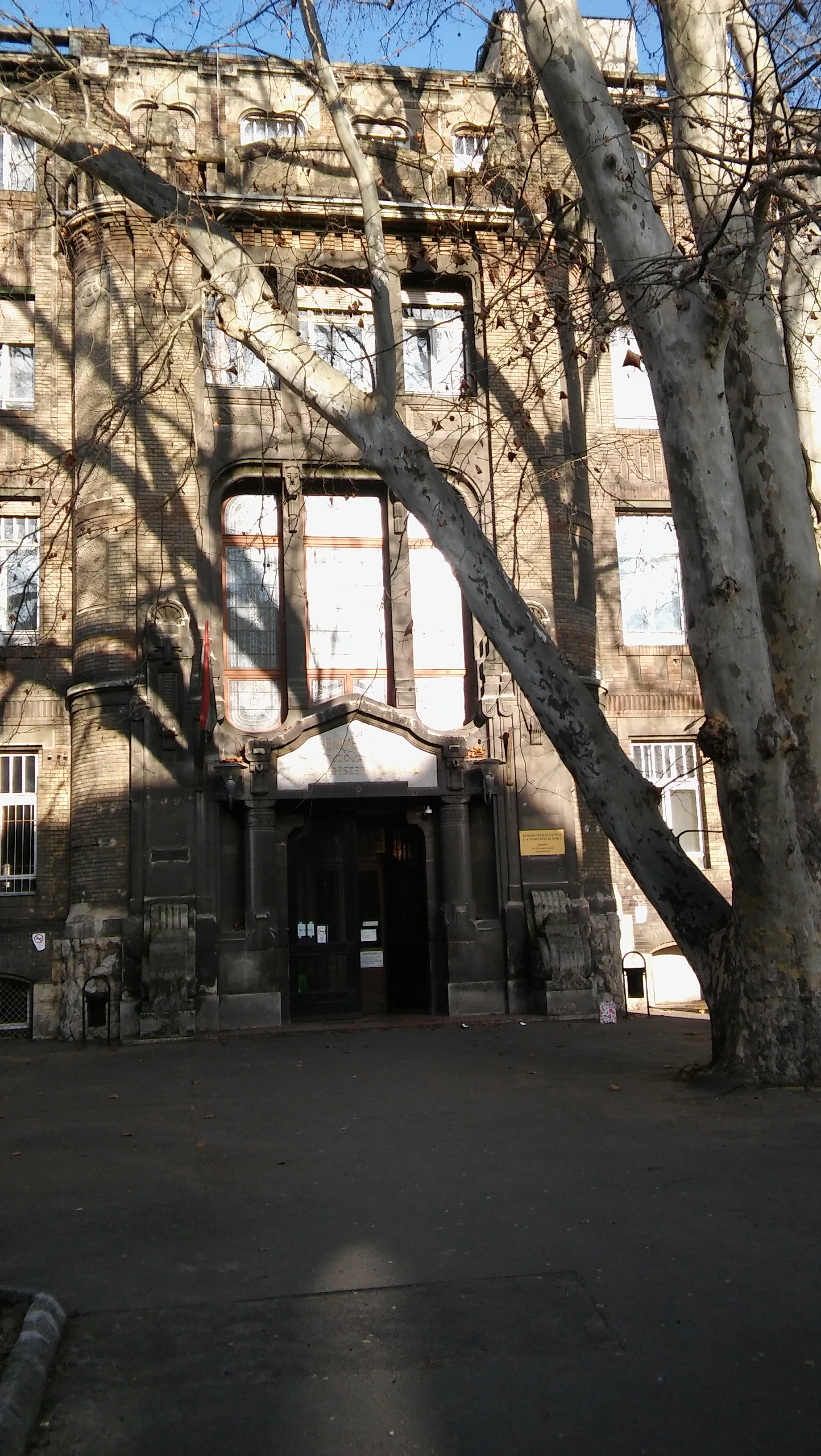